# رأس التين
رأس التين من أهم أحياء الإسكندرية وأكثرها عراقة وشهرة، ويقع ذلك الحي الشعبي في أقصى الشمال من المدينة، حيث يشغل الجزء الغربي من شبه جزيرة (فاروس) القديمة، داخل بروز بحري أطلق عليه قديماً مسمى شبه جزيرة (الفنار).
إداريًا هو أحد شياخات قسم الجمرك بحي الجمرك في الإسكندرية، مصر.
من معالم المنطقة الشهيرة قصر رأس التين وهو القصر الجمهوري في المدينة. كما أن به قلعة قايتباي وحلقة السمك الشهيرة، وتعتبر المنطقة من المناطق الشعبية بالمدينة.
وترتبط المنطقة- والتي تطل على (الميناء الغربي) للمدينة- بمختلف مناطق وأحياء المدينة بمجموعة من الطرق والمحاور الشهيرة، وأشهرها على الإطلاق شارع رأس التين الذي يحمل ذات مسمى الحي العريق، ومن الملاحظ أنه لا يقدم على سكنى هذه المنطقة سوى أبناء الإسكندرية الأصليين ممن ولدوا ونشأوا في ذات الحي حيث عاشوا مع ذويهم في تلك المنطقة والتي يطلق عليها السكندريون مجازاً مسمى حي « بحري » تمييزاً لها عن باقي أحياء الإسكندرية؛ تقديراً منهم لأصالة ذلك الحي وارتباط جذورهم العائلية بالمدينة والبحر الذي شكل وجدانها ووجدانهم تاريخهاً، فصبغها وصبغهم بصبغته، وهو الأمر الواضح في ذلك الحي وتلك المنطقة ذات التاريخ المديد من أحياء ومناطق مدينة الإسكندرية.
أما عن مسمى المنطقة -(رأس التين) أو ما كان يُعرف بمسمى (روضة التين)- فهو يرجع إلى ما قبل زمن (الحملة الفرنسية) على مصر عام (1798م)، حيث يصف تلك المنطقة العالم الفرنسي (جراتيان لوبير) في دراسته المفصلة عن (مدينة الإسكندرية)، وذلك من خلال العمل الموسوعي الضخم (وصف مصر)، فنجده يذكر: (أما شبه جزيرة الفنار والتي تسمى بالعربية روضة التين، إذ كانت تزرع هناك بنجاح كبير أشجار التين التي تنتج أفخر الثمار، فتغطي الميناء القديم- يقصد الميناء الغربي- بطول يبلغ 2650 متراً بالاتجاه نحو الجنوب الغربي، وتربتها الملحية الفاصلة ليست سوى صخرة جيرية يبهر ويؤذي العين لونها الأبيض الذي تجعله الشمس باهراً على الدوام، وكل شبه الجزيرة هذا محاط بشعب صخرية في مستوى سطح الماء وبخاصة إلى الغرب من جسر حصن الفنار)، ويستطرد (لوبير) عند وصفه للمنطقة، حيث نجده يضيف (ويدافع عن الرأس الواقع إلى جنوب غرب شبه الجزيرة هذه، والذي لايمكن الاقتراب منه، بطارية قريبة تتسمى باسم رأس التين)، وهكذا كان حال منطقة (رأس التين) مع نهاية القرن الثامن عشر، يزرع بها أشجار (التين) التي تنتج أفخر الثمار حيث تغطي منطقة الميناء القديم.
ويؤكد على سبب تلك التسمية كذلك (على باشا مبارك) في خططه الشهيرة، وذلك عند تأريخه لتعمير منطقة (الميناء الغربي) في الإسكندرية زمن والي مصر (محمد علي باشا)، حيث يذكر:(في الأماكن التي أنعم بها عليهم من الأراضي التي كانت إذ ذاك من زاوية خطاب من الجهة البحرية إلى البحر المالح، وكانت قبل ذلك كلها مزروعة تيناً برشوميــاً، ومقسمة إلى زربيات متنوعة، فاتسع بذلك دائر الميناء وحدَثَ بها ترسانة تشتمل على جميع ما يلزم لإنشاء وترميم المراكب الحربية وغيرها).
كان من أوائل من عمر تلك المنطقة الوالي (محمد علي باشا) ذاته، حيث أدرك أهمية الإسكندرية ومينائها، وذلك في وقت مبكر من سنوات حكمه الممتدة، وفي ذلك يذكر كذلك (علي باشا مبارك):(وحيث كان غير خفي على ذكائه أهمية موقع الإسكندرية من الديار المصرية، وأنها بالنسبة للقطر جميعه كالرأس بالنسبة للإنسان، سيما وهي من أعظم ثغور الإسلام عليها المدار في تحصين القطر وسد عوراته، صرف إليها همته العلية، واحتفل بهاحتفالات سنية، وأجرى فيها من محاسن الترتيبات والتنظيمات ما أوجب لها العمارة وتزايد الخيرات، وكثر فيها الصادر والوارد فعاد إليها وسيم نضرتها وقديم شهرتها).
كان أول ما أنشأ (محمد علي) بالإسكندرية سراي (رأس التين)، حيث اختار ذلك الموقع بشبه جزيرة (الفنار)، ليشيد أعظم قصوره وأفخمها على الإطلاق، وليجعل منها قصراً صيفياً يدير منه شئون البلاد، حيث فرغ من تشييدها في 22 شعبان عام (1245هـ) (1830م)، وهو الأمر الذي توارثه خلفاءه من حكام مصر من ولاة وسلاطين وملوك من أبناء (الأسرة العلوية) وحتى قيام ثورة يوليو عام (1952م)، حيث اتخذ كل هؤلاء من ذلك القصر بالإسكندرية مقراً صيفياً لإدارة شئون البلاد.
وقد كان تشييد (محمد علي) لسراي (رأس التين) متزامناً مع شروعه في تعمير (الميناء الغربي)، حيث تطل عليه السراي؛ فقام بتوسيعه وتعميقه واستحضر لذلك الغرض الكراكات من (أوروبا)، كما أنشأ الأرصفة داخله لترسو السفن عليها، وملأ المسطحات المتخلفة مابين الأرصفة والشاطيء بالأحجار والأتربة ليتسع الشاطيء، ولينشئ في ذلك الفضاء ما يحتاج إليه الميناء من مخازن، وأبنية الجمارك، ومساكن الموظفين وغيرها.
وقد عهد (محمد علي) بذلك العمل في إعداد الميناء إلى (شاكر أفندي) أحد المهندسين المصريين النابغين، والذي خلفه بعد ذلك (مظهر باشا) أحد خريجي البعثات العلمية الذي أرسلها (محمد علي) إلى أوروبا، حيث قام بإنشاء فنار شبه جزيرة (رأس التين) ليصبح الفنار الرئيسي للإسكندرية لإرشاد السفن القادمة إلى الميناء والخارجة منه.
كما سمح (محمد علي) للسفن الأوروبية بدخول (الميناء الغربي)، بعد أن كانت ممنوعة من الرسو فيه زمن (المماليك)، حيث كان الرسو فيه يقتصر على سفن (المسلمين) فقط دون غيرها، بينما كان (الميناء الشرقي) مخصصاً لرسو السفن الأوروبية، فلما تمت توسعة (الميناء الغربي) سُمح للمراكب الأوروبية بالرسو فيه، لتزدهر حركته التجارية نتيجة لذلك، كذلك قام (محمد علي) بإنشاء (ترسانة الإسكندرية) بالقرب من تلك المنطقة، التي أضاف إليها معسكراً بحرياً لتعليم فنون العسكرية البحرية بذات المنطقة في (رأس التين) ليصبح النواة لأول كلية بحرية مصرية حديثة بعد ذلك، حيث أعدها لاستقبال تسعة عشر ألف طالب مع توفير مكاناً لإقامتهم وتعليمهم، فكانوا بذلك بمثابة النواة لأسطول مصر العظيم الذي حقق لها الكثيرمن الأمجاد العسكرية حتى الآن.
كذلك أنشأ (محمد علي)، مستشفى للبحرية في ذات المنطقة حيث لا تزال قائمة منذ ذلك التاريخ وإلى الآن- مستشفى (رأس التين العسكري البحري)- وهكذا توافرت لمنطقة (رأس التين) كافة المقومات لتصبح إحدى أهم المناطق في مصر والإسكندرية، ولتتحول بعد ذلك إلى مقر لقيادة (القوات البحرية المصرية) قبل وبعد ثورة يوليو وللآن، وليظل سراي قصر (رأس التين) أشهر سرايات مصر على الإطلاق خارج مدينة القاهرة عاصمة البلاد، حيث يستقبل فيها الملوك والرؤساء من ضيوف مصر الزائرين.
أما حي (رأس التين)، فقد اشتهر بسكن رجال البحرية المصرية وعائلاتهم فيه، حيث كان أشهر من سكن في ذلك الحي (أم البحرية)، وهو اللقب الذي اشتهرت به السيدة الفاضلة (عصمت محسن) حفيدة أمير البحر (حسن باشا الاسكندراني) قائد البحرية المصرية الذي استشهد في (حرب القرم) عام (1854م)، حيث سكنت حفيدته بجوار قاعدة (رأس التين)، لتؤرخ للبحرية المصرية بإصدار العديد المؤلفات العربية والفرنسية عن تاريخ مصر وإحياء للتاريخ العسكري لجدها العظيم، ولتفتح في ذات الوقت منزلها لأبنائها من ضباط البحرية المصرية بالإسكندرية لتسدى لهم النصح وتبدي لهم كل معاونة وتشجيع، حتى كرمها الرئيس الراحل (جمال عبد الناصر) بمنحها (وسام الكمال الذهبي) عام (1955م)عن جدارة واستحقاق.
وليستمر التاريخ الحافل لمنطقة (رأس التين) وقصرها العظيم الفخيم شاهداً على أحداث تاريخية عدة جسام مرت بها مصر المحروسة، كوفاة الوالي العظيم (محمد علي باشا) مؤسس الدولة العصرية وباعث نهضة مصر الحديثة بتلك السراي في الثاني من أغسطس عام (1849م)، وكذلك توفى بها والي مصر (محمد سعيد باشا) في يناير عام (1854م)، كما كانت تلك المنطقة في (رأس التين) أول مكان في مصر وطئته أقدام قوات الاحتلال البريطاني لمصر في 13يوليو عام (1882م)، عقب الضرب المدفعي للإسكندرية الذي قامت به قوات الأسطول البريطاني، لتشهد منطقة (رأس التين) بدايات ذلك الاحتلال الغاشم لمصر، والذي استمر طيلة 84 عاماً جاثماً على صدر البلاد، ناهباً لخيراتها، حتى تم الجلاء في يونيو عام (1956م).
وكما شهدت تلك المنطقة وهذه السراي مجد (الأسرة العلوية) التي وضع دعائم ملكها لمصر الوالي المؤسس (محمد علي باشا) عام (1805م)، حيث استعادت مصر الكثير من مجدها لتصبح في مصاف الدول الكبرى حينذاك ولتناطح أكبر الامبراطوريات وأعظمها. بل وتهدد وجودها كما فعل (محمد علي) مع الإمبراطورية العثمانية، لولا تدخل الدول الأوروبية بفرض معاهدة (لندن) الجائرة عام (1840م) لوقف ذلك التقدم المصري. شهدت كذلك منطقة (رأس التين) نهاية هذه الأسرة، فكانت مغادرة الملك (فاروق الأول) لأرض مصر من ذات السراي في 26 يوليو من عام (1952م) بعد إجباره على التنازل عن عرش مصر لنجله الأمير (أحمد فؤاد)، وذلك على ظهر اليخت الشهير (المحروسة)، حيث ودعته البحرية المصرية على رصيف سراي قصر (رأس التين)، بإطلاق أعيرة مدافعها تحية وداع لملك مصر السابق.
لينتهي بذلك عهد حكم (الأسرة العلوية) لوادي النيل (1805- 1953م) حيث كانت نهاية الملكية فعلياً في مصر في سراي قصر (رأس التين) بمغادرة الملك (فاروق الأول) أرض البلاد، قبل أن تنتهي تماماً بإعلان الجمهورية وإسقاط الملكية وذلك في 18يونيو عام (1953م)، ولتسطر تلك المنطقة وذلك الحي الشهير بالإسكندرية (رأس التين)، صفحة أخرى من صفحات التاريخ بالإسكندرية.